# Barnburgh
Barnburgh est un village et une paroisse civile du Yorkshire du Sud, en Angleterre. Il est situé dans le nord du comté, à une quinzaine de kilomètres à l'ouest de la ville de Doncaster. Administrativement, il relève du district métropolitain de Doncaster. Au recensement de 2011, la paroisse civile de Barnburgh, qui comprend également le village voisin de Harlington, comptait 1 924 habitants.

## Histoire
L'église du village, dédiée à saint Pierre, remonte au XIVe siècle. Elle a succédé à un bâtiment attesté à partir de 1150 environ dont rien ne subsiste. Elle est associée à une légende selon laquelle un chevalier du cru, sire Percival Cresacre, serait mort sous le porche de l'église au terme d'une lutte héroïque contre un chat sauvage ou un lynx, tuant l'animal dans son dernier souffle. L'origine de cette légende pourrait être la présence d'un lion aux pieds du gisant de Percival Cresacre qui se trouve dans l'église.
La mine de charbon de Barnburgh (en) est en activité de 1911 à 1989.

## Jumelage
- Chailly-en-Bière (France)